# 克倫縣 (德克薩斯州)
克倫縣（英語：Crane County）位美國德克薩斯州西南部的一個縣，西界佩科斯河。面積2,035平方公里。根据美國2000年人口普查，共有人口3,996人。縣治克倫（Crane）。
成立於1887年2月26日，縣政府成立於1927年。縣名紀念貝勒大學校長威廉·C·克倫（William Carey Crane）。